# غونتر بيرنارد
غونتر بيرنارد (بالألمانية: Günter Bernard)‏ (مواليد 4 نوفمبر 1939) هو لاعب كرة قدم. يلعب مع منتخب ألمانيا الغربية لكرة القدم. سبق له أن لعب في كأس العالم لكرة القدم مع منتخب بلاده.

## مسيرته الكروية
لعب غونتر بيرنارد خلال مسيرته الاحترافية مع ناديين في ستة عشر موسمًا وسجل خلالها هدفًا واحدًا ضمن 359 مباراة. ولم يفز بأي موسم بالكأس وفاز في موسم واحد بالدوري.
خاض غونتر بيرنارد مسيرته مع 1. شفاينفورت 05 ‏ في موسم 1958–59 ليلعب معه خمسة مواسم، مشاركًا في 72 مباراة سجل خلالها هدفًا واحدًا. ثم انتقل إلى نادي فيردر بريمن في موسم 1963–64 ليلعب معه أحد عشر موسمًا، حيث شارك في 287 مباراة ولم يسجل أي هدف.

## روابط خارجية
- غونتر بيرنارد على موقع الاتحاد الدولي (مؤرشف)  (الإنجليزية)
- غونتر بيرنارد على موقع قاعدة بيانات كرة القدم.إي يو (الإنجليزية)
- غونتر بيرنارد على موقع بيانات كرة القدم. دي إي (الألمانية)
- غونتر بيرنارد على موقع ناشيونال فوتبول تيمز (الإنجليزية)
- غونتر بيرنارد على موقع عالم كرة القدم.نت (الإنجليزية)